# Молосники
Моло́сники (рос. Молосники) — присілок у складі Котельницького району Кіровської області, Росія. Входить до складу Александровського сільського поселення.
Населення становить 8 осіб (2010, 1 у 2002).
Національний склад станом на 2002 рік — росіяни 100 %.